# Haplostoma albicatum
Haplostoma albicatum är en kräftdjursart som beskrevs av Shigeko Ooishi och Rolf Dieter Illg 1977. Haplostoma albicatum ingår i släktet Haplostoma och familjen Ascidicolidae. Inga underarter finns listade i Catalogue of Life.